# Bojko Borisov
Bojko Metodiev Borisov (bulgarsk: Бойко Методиев Борисов; født 13. juni 1959) er en bulgarsk politiker, som var Bulgariens premierminister fra 2009 til 2012, 2014 til 2017 og fra 2017 til 2021. Han var Sofias borgmester fra 2005 til 2009.
Borisov er af og til angrebsspiller for fodboldklbben FC Vitosha Bistritsa. I 2013 blev han den ældste spiller, der nogensinde har spillet for en professionel bulgarsk fodboldklub, da han spillede for Vitosha i Vtora Liga, bulgarsk fodbolds andendivision.